# 王得賡
王得賡（?—?），浙江省杭州府仁和縣人，清朝政治人物、進士出身。

## 生平
光緒十八年（1892年），参加光緒壬辰科殿試，登進士二甲57名。同年五月，改翰林院庶吉士。光緒二十年四月，散館，著以知县即用。光绪二十五年（1899年）任江苏省华亭县知县一职，光绪二十六年（1900年）由林丙修接任。